# Nightcrawler
Nightcrawler är en superhjälte och medlem i superhjältegruppen X-men som skapades av det amerikanska serieförlaget Marvel. Han gjorde sin amerikanska debut i Giant-Size X-Men #1 (på svenska i X:en nr 5/1975) och sin svenska debut i X:en Nr. 1/1985. Nightcrawler är från Tyskland och hans riktiga namn är Kurt Wagner. Hans superkraft består av en förmåga att teleportera sig själv och dem han bär på. När han gör detta uppstår det ett stinkande moln. Hans utseende är något speciellt, då han har blå hy, gula ögon, en pilformad svans, samt endast tre fingrar på var hand och två tår på var fot samt mycket atletiskt byggd. Nightcrawler är ett engelskt namn för daggmask (Lumbricus terrestris). Hans "demoniska" yttre motsäger hans kristna ideologi.

## Filmografi
- X2: X-Men United (2003)
- X-Men: Apocalypse (2016)
- Deadpool 2 (2018)
- X-Men: Dark Phoenix (2019)

## Övrigt
- Tecknaren Dave Cockrum designade från början Nightcrawler för att vara med i DC Comics superhjältegrupp Rymdens Hjältar (Legion of Super-Heroes). Men DC tyckte att Nightcrawler såg för "alien" ut. Senare sålde Len Wein karaktären till Marvel som en medlem i X-Men.
- Författaren Chris Claremont har avslöjat att han från början tänkt att Nightcrawlers föräldrar skulle vara Mystique och Destiny som skulle fått Nightcrawler genom att Mystique förvandlat sig till en man. Detta gillade dock inte Marvel och idén slopades. Nightcrawler är numera son till Mystique och en demonliknande mutant vid namn Azazel.